# 1953 en sociologie
| Années de la sociologie : 1950 - 1951 - 1952 - 1953 - 1954 - 1955 - 1956    |
| Décennies de la sociologie : 1920 - 1930 - 1940 - 1950 - 1960 - 1970 - 1980 |

Cet article présente les événements de l'année 1953 dans le domaine de la sociologie. 

## Publications

### Livres
- Raymond Aron, La Coexistence pacifique
- Morris Ginsberg, The Idea of Progress: A Revaluation
- Morris Ginsberg, On the Diversity of Morals
- Alfred Kinsey, Sexual Behaviour in the Human Female
- Charles Wright Mills, Character and Social Structure
- Ludwig Wittgenstein, Philosophical Investigations
- Max Weber, Sociology of Religion|The Sociology of Religion

## Congrès
- IIe congrès de l'Association Internationale de Sociologie — Liège, Belgique.

## Autres
- Samuel A. Stouffer devient président de l'Association internationale de sociologie.